# میگل آلمان والدز
میگل آلمان والدز (انگلیسی: Miguel Alemán Valdés; زاده ۲۹ سپتامبر ۱۹۰۰ – درگذشته ۱۴ مهٔ ۱۹۸۳) یک سیاستمدار و وکیل اهل مکزیک بود. وی از ۱۹۴۶ تا ۱۹۵۲ رئیس‌جمهور مکزیک بود.
میگل آلمان والدز در ۱۴ مه ۱۹۸۳، در سن ۸۲ سالگی بر اثر سکته قلبی درگذشت.